# جوزيف هيوز (سياسي)
جوزيف هيوز (بالإنجليزية: Joseph Hughes)‏ هو فلاح وسياسي أيرلندي، ولد في 18 سبتمبر 1905، وتوفي في 20 يناير 1960.

## مناصب
- في 1948 Irish general election [الإنجليزية]‏، انتخب نائب دييل عن دائرة كارلو–كلكيني [الإنجليزية]‏ وقد انضم خلال فترته النيابية ‏ (18 فبراير 1948 – 2 مايو 1951) للكتلة البرلمانية فاين جايل.
- في 1951 Irish general election [الإنجليزية]‏، انتخب نائب دييل عن دائرة كارلو–كلكيني [الإنجليزية]‏ وقد انضم خلال فترته النيابية ‏ (13 يونيو 1951 – 23 أبريل 1954) للكتلة البرلمانية فاين جايل.
- في 1954 Irish general election [الإنجليزية]‏، انتخب نائب دييل عن دائرة كارلو–كلكيني [الإنجليزية]‏ وقد انضم خلال فترته النيابية ‏ (2 يونيو 1954 – 13 ديسمبر 1956) للكتلة البرلمانية فاين جايل.
- في الانتخابات العمومية الإيرلندية 1957 [الإنجليزية]‏، انتخب نائب دييل عن دائرة كارلو–كلكيني [الإنجليزية]‏ وقد انضم خلال فترته النيابية ‏ (20 مارس 1957 – 20 يناير 1960) للكتلة البرلمانية فاين جايل.